# Tour d'Andalousie 2013
La 59e édition du Tour d'Andalousie a eu lieu du 17 au 20 février 2013. La course fait partie du calendrier UCI Europe Tour 2013 en catégorie 2.1.
L'épreuve est remportée par l'Espagnol Alejandro Valverde (Movistar), vainqueur du Prologue ainsi que de la 3e étape. Il s'impose devant le Belge Jurgen Van den Broeck (Lotto-Belisol) et le Néerlandais Bauke Mollema (Blanco) alors que les deux autres étapes sont gagnées par le Français Jonathan Hivert (Sojasun).
Valverde remporte également le classement par points alors que sa formation espagnole Movistar celui de meilleure équipe. Le Néerlandais Tom Dumoulin (Argos-Shimano) s'adjuge le classement de meilleur grimpeur et l'Espagnol Lluís Mas (Burgos BH-Castilla y León) celui des Metas Volantes. En ce qui concerne les autres accessits qui proposent un classement, Van den Broeck gagne le classement du combiné et Javier Moreno (Movistar) termine meilleur Andalou.

## Présentation

### Équipes
Classé en catégorie 2.1 de l'UCI Europe Tour, le Tour d'Andalousie est par conséquent ouvert aux UCI ProTeams dans la limite de 50 % des équipes participantes, aux équipes continentales professionnelles, aux équipes continentales et, éventuellement, à des équipes nationales.
18 équipes participent à ce Tour d'Andalousie - 9 ProTeams, 7 équipes continentales professionnelles et 2 équipes continentales :
| Nom de l'équipe   | Pays       | Code |
| ----------------- | ---------- | ---- |
| Argos-Shimano     | Pays-Bas   | ARG  |
| Astana            | Kazakhstan | AST  |
| Blanco            | Pays-Bas   | BLA  |
| Euskaltel Euskadi | Espagne    | EUS  |
| Garmin-Sharp      | États-Unis | GRS  |
| Katusha           | Russie     | KAT  |
| Lotto-Belisol     | Belgique   | LTB  |
| Movistar          | Espagne    | MOV  |
| Vacansoleil-DCM   | Pays-Bas   | VCD  |

| Nom de l'équipe             | Pays      | Code |
| --------------------------- | --------- | ---- |
| Accent Jobs-Wanty           | Belgique  | AJW  |
| Caja Rural                  | Espagne   | CJR  |
| CCC Polsat Polkowice        | Pologne   | CCC  |
| Cofidis                     | France    | COF  |
| NetApp-Endura               | Allemagne | TNE  |
| Sojasun                     | France    | SOJ  |
| Topsport Vlaanderen-Baloise | Belgique  | TSV  |

| Nom de l'équipe           | Pays     | Code |
| ------------------------- | -------- | ---- |
| Burgos BH-Castilla y León | Espagne  | BUR  |
| Colba-Superano Ham        | Belgique | CMD  |

## Étapes
| Étape     | Date       | Villes étapes                  |  | Distance (km) | Vainqueur d’étape  | Leader du classement général |
| --------- | ---------- | ------------------------------ |  | ------------- | ------------------ | ---------------------------- |
| Prologue  | 17 février | San Fernando – San Fernando    |  | 6             | Alejandro Valverde | Alejandro Valverde           |
| 1re étape | 18 février | San Fernando – Ubrique         |  | 163,9         | Jonathan Hivert    | Alejandro Valverde           |
| 2e étape  | 19 février | Trebujena – Montilla           |  | 194,2         | Jonathan Hivert    | Alejandro Valverde           |
| 3e étape  | 20 février | Lucena – Rincón de la Victoria |  | 182,7         | Alejandro Valverde | Alejandro Valverde           |

## Déroulement de la course

### Prologue
|    | Coureur               | Équipe          |    | Temps      |
| -- | --------------------- | --------------- | -- | ---------- |
| 1  | Alejandro Valverde    | Movistar        | en | 6 min 46 s |
| 2  | Simon Špilak          | Katusha         | +  | 2 s        |
| 3  | Tyler Farrar          | Garmin-Sharp    |    | 4 s        |
| 4  | Jurgen Van den Broeck | Lotto-Belisol   |    | 4 s        |
| 5  | Patrick Gretsch       | Argos-Shimano   |    | 6 s        |
| 6  | Stef Clement          | Blanco          |    | 9 s        |
| 7  | Bart De Clercq        | Lotto-Belisol   |    | 10 s       |
| 8  | Maxim Belkov          | Katusha         |    | 10 s       |
| 9  | Martijn Keizer        | Vacansoleil-DCM |    | 10 s       |
| 10 | Bauke Mollema         | Blanco          |    | 11 s       |

|    | Coureur               | Équipe          |    | Temps      |
| -- | --------------------- | --------------- | -- | ---------- |
| 1  | Alejandro Valverde    | Movistar        | en | 6 min 46 s |
| 2  | Simon Špilak          | Katusha         | +  | 2 s        |
| 3  | Tyler Farrar          | Garmin-Sharp    |    | 4 s        |
| 4  | Jurgen Van den Broeck | Lotto-Belisol   |    | 4 s        |
| 5  | Patrick Gretsch       | Argos-Shimano   |    | 6 s        |
| 6  | Stef Clement          | Blanco          |    | 9 s        |
| 7  | Bart De Clercq        | Lotto-Belisol   |    | 10 s       |
| 8  | Maxim Belkov          | Katusha         |    | 10 s       |
| 9  | Martijn Keizer        | Vacansoleil-DCM |    | 10 s       |
| 10 | Bauke Mollema         | Blanco          |    | 11 s       |

### 1reétape
|    | Coureur               | Équipe                      |    | Temps           |
| -- | --------------------- | --------------------------- | -- | --------------- |
| 1  | Jonathan Hivert       | Sojasun                     | en | 4 h 06 min 36 s |
| 2  | Alejandro Valverde    | Movistar                    | +  | 0 s             |
| 3  | Bauke Mollema         | Blanco                      |    | 0 s             |
| 4  | Simone Ponzi          | Astana                      |    | 3 s             |
| 5  | Davide Rebellin       | CCC Polsat Polkowice        |    | 3 s             |
| 6  | Jurgen Van den Broeck | Lotto-Belisol               |    | 3 s             |
| 7  | Sander Armée          | Topsport Vlaanderen-Baloise |    | 3 s             |
| 8  | Robert Gesink         | Blanco                      |    | 3 s             |
| 9  | Jakob Fuglsang        | Astana                      |    | 7 s             |
| 10 | Mikel Nieve           | Euskaltel Euskadi           |    | 7 s             |

|    | Coureur               | Équipe                      |    | Temps           |
| -- | --------------------- | --------------------------- | -- | --------------- |
| 1  | Alejandro Valverde    | Movistar                    | en | 4 h 13 min 22 s |
| 2  | Jurgen Van den Broeck | Lotto-Belisol               | +  | 7 s             |
| 3  | Bauke Mollema         | Blanco                      |    | 11 s            |
| 4  | Simon Špilak          | Katusha                     |    | 12 s            |
| 5  | Bart De Clercq        | Lotto-Belisol               |    | 17 s            |
| 6  | Jakob Fuglsang        | Astana                      |    | 19 s            |
| 7  | Luis Ángel Maté       | Cofidis                     |    | 22 s            |
| 8  | Nairo Quintana        | Movistar                    |    | 24 s            |
| 9  | Jonathan Hivert       | Sojasun                     |    | 25 s            |
| 10 | Sander Armée          | Topsport Vlaanderen-Baloise |    | 30 s            |

### 2eétape
|    | Coureur               | Équipe                      |    | Temps           |
| -- | --------------------- | --------------------------- | -- | --------------- |
| 1  | Jonathan Hivert       | Sojasun                     | en | 4 h 48 min 37 s |
| 2  | Tyler Farrar          | Garmin-Sharp                | +  | m.t             |
| 3  | Francesco Lasca       | Caja Rural                  |    | m.t             |
| 4  | Grega Bole            | Vacansoleil-DCM             |    | m.t             |
| 5  | Jakob Fuglsang        | Astana                      |    | m.t             |
| 6  | Bauke Mollema         | Blanco                      |    | m.t             |
| 7  | José Joaquín Rojas    | Movistar                    |    | m.t             |
| 8  | Jurgen Van den Broeck | Lotto-Belisol               |    | m.t             |
| 9  | Sander Armée          | Topsport Vlaanderen-Baloise |    | m.t             |
| 10 | Yves Lampaert         | Topsport Vlaanderen-Baloise |    | m.t             |

|    | Coureur               | Équipe                      |    | Temps           |
| -- | --------------------- | --------------------------- | -- | --------------- |
| 1  | Alejandro Valverde    | Movistar                    | en | 9 h 01 min 29 s |
| 2  | Jurgen Van den Broeck | Lotto-Belisol               | +  | 7 s             |
| 3  | Bauke Mollema         | Blanco                      |    | 11 s            |
| 4  | Simon Špilak          | Katusha                     |    | 12 s            |
| 5  | Bart De Clercq        | Lotto-Belisol               |    | 17 s            |
| 6  | Jakob Fuglsang        | Astana                      |    | 19 s            |
| 7  | Luis Ángel Maté       | Cofidis                     |    | 22 s            |
| 8  | Nairo Quintana        | Movistar                    |    | 24 s            |
| 9  | Jonathan Hivert       | Sojasun                     |    | 25 s            |
| 10 | Sander Armée          | Topsport Vlaanderen-Baloise |    | 30 s            |

### 3eétape
|    | Coureur               | Équipe                      |    | Temps           |
| -- | --------------------- | --------------------------- | -- | --------------- |
| 1  | Alejandro Valverde    | Movistar                    | en | 4 h 45 min 28 s |
| 2  | Simon Špilak          | Katusha                     | +  | m.t             |
| 3  | Davide Rebellin       | CCC Polsat Polkowice        |    | m.t             |
| 4  | Bauke Mollema         | Blanco                      |    | m.t             |
| 5  | Sander Armée          | Topsport Vlaanderen-Baloise |    | m.t             |
| 6  | Jurgen Van den Broeck | Lotto-Belisol               |    | m.t             |
| 7  | Bart De Clercq        | Lotto-Belisol               |    | m.t             |
| 8  | Nairo Quintana        | Movistar                    |    | m.t             |
| 9  | Jakob Fuglsang        | Astana                      |    | m.t             |
| 10 | Ion Izagirre          | Euskaltel Euskadi           |    | m.t             |

|    | Coureur               | Équipe                      |    | Temps            |
| -- | --------------------- | --------------------------- | -- | ---------------- |
| 1  | Alejandro Valverde    | Movistar                    | en | 13 h 47 min 27 s |
| 2  | Jurgen Van den Broeck | Lotto-Belisol               | +  | 7 s              |
| 3  | Bauke Mollema         | Blanco                      |    | 11 s             |
| 4  | Simon Špilak          | Katusha                     |    | 12 s             |
| 5  | Bart De Clercq        | Lotto-Belisol               |    | 17 s             |
| 6  | Jakob Fuglsang        | Astana                      |    | 19 s             |
| 7  | Nairo Quintana        | Movistar                    |    | 24 s             |
| 8  | Sander Armée          | Topsport Vlaanderen-Baloise |    | 30 s             |
| 9  | Davide Rebellin       | CCC Polsat Polkowice        |    | 30 s             |
| 10 | Daniel Navarro        | Cofidis                     |    | 38 s             |

## Classements finals

### Classement général
|    | Cycliste              | Pays     | Équipe                      |    | Temps            |
| -- | --------------------- | -------- | --------------------------- | -- | ---------------- |
| 1  | Alejandro Valverde    | Espagne  | Movistar                    | en | 13 h 47 min 27 s |
| 2  | Jurgen Van den Broeck | Belgique | Lotto-Belisol               | +  | 7 s              |
| 3  | Bauke Mollema         | Pays-Bas | Blanco                      |    | 11 s             |
| 4  | Simon Špilak          | Slovénie | Katusha                     |    | 12 s             |
| 5  | Bart De Clercq        | Belgique | Lotto-Belisol               |    | 17 s             |
| 6  | Jakob Fuglsang        | Danemark | Astana                      |    | 19 s             |
| 7  | Nairo Quintana        | Colombie | Movistar                    |    | 24 s             |
| 8  | Sander Armée          | Belgique | Topsport Vlaanderen-Baloise |    | 30 s             |
| 9  | Davide Rebellin       | Italie   | CCC Polsat Polkowice        |    | 30 s             |
| 10 | Daniel Navarro        | Espagne  | Cofidis                     |    | 38 s             |

### Classements annexes
|   | Cycliste           | Équipe   | Points |
| - | ------------------ | -------- | ------ |
| 1 | Alejandro Valverde | Movistar | 70     |
| 2 | Jonathan Hivert    | Sojasun  | 50     |
| 3 | Bauke Mollema      | Blanco   | 48     |

|   | Cycliste        | Équipe        | Points |
| - | --------------- | ------------- | ------ |
| 1 | Tom Dumoulin    | Argos-Shimano | 33     |
| 2 | Luis Ángel Maté | Cofidis       | 32     |
| 3 | Stef Clement    | Blanco        | 26     |

|   | Cycliste     | Équipe                    | Points |
| - | ------------ | ------------------------- | ------ |
| 1 | Lluís Mas    | Burgos BH-Castilla y León | 9      |
| 2 | Tom Dumoulin | Argos-Shimano             | 5      |
| 3 | Stef Clement | Blanco                    | 5      |

|   | Équipe            | Pays     |    | Temps            |
| - | ----------------- | -------- | -- | ---------------- |
| 1 | Movistar          | Espagne  | en | 41 h 23 min 21 s |
| 2 | Lotto-Belisol     | Belgique | +  | 2 min 18 s       |
| 3 | Euskaltel Euskadi | Espagne  |    | 3 min 31 s       |

|   | Cycliste              | Équipe        | Points |
| - | --------------------- | ------------- | ------ |
| 1 | Jurgen Van den Broeck | Lotto-Belisol | 12     |
| 2 | Bauke Mollema         | Blanco        | 15     |
| 3 | Bart De Clercq        | Lotto-Belisol | 20     |

|   | Cycliste         | Équipe            |    | Temps            |
| - | ---------------- | ----------------- | -- | ---------------- |
| 1 | Javier Moreno    | Movistar          | en | 13 h 48 min 08 s |
| 2 | Luis Ángel Maté  | Cofidis           | +  | 1 min 52 s       |
| 3 | Juan José Lobato | Euskaltel Euskadi |    | 29 min 46 s      |

## Évolution des classements
| Étape              | Vainqueur          | Classement général | Classement par points | Classement de la montagne | Classement des Metas Volantes | Classement par équipes |
| ------------------ | ------------------ | ------------------ | --------------------- | ------------------------- | ----------------------------- | ---------------------- |
| P                  | Alejandro Valverde | Alejandro Valverde | Alejandro Valverde    | Non décerné               | Non décerné                   | Movistar               |
| 1                  | Jonathan Hivert    | Alejandro Valverde | Alejandro Valverde    | Nairo Quintana            | Jakob Fuglsang                | Movistar               |
| 2                  | Jonathan Hivert    | Alejandro Valverde | Jonathan Hivert       | Luis Ángel Maté           | Lluís Mas                     | Movistar               |
| 3                  | Alejandro Valverde | Alejandro Valverde | Alejandro Valverde    | Tom Dumoulin              | Lluís Mas                     | Movistar               |
| Classements finals | Classements finals | Alejandro Valverde | Alejandro Valverde    | Tom Dumoulin              | Lluís Mas                     | Movistar               |

## Liste des participants
- Liste de départ complète

| Légende | Légende                                                                                                  | Légende | Légende                                                                                         |
| ------- | --- | ------- | ----------------------------------------------------------------------------------------------- |
| Num     | Dossard de départ porté par le coureur sur ce Tour d'Andalousie                                          | Pos     | Position finale au classement général                                                           |
|         | Indique le vainqueur du classement général                                                               |         | Indique le vainqueur du classement de la montagne                                               |
|         | Indique le vainqueur du classement par points                                                            |         | Indique le vainqueur du classement des Metas Volantes                                           |
| #       | Indique la meilleure équipe                                                                              |         |                                                                                                 |
| NP      | Indique un coureur qui n'a pas pris le départ d'une étape, suivi du numéro de l'étape où il s'est retiré | AB      | Indique un coureur qui n'a pas terminé une étape, suivi du numéro de l'étape où il s'est retiré |
| HD      | Indique un coureur qui a terminé une étape hors des délais, suivi du numéro de l'étape                   | *       | Indique un coureur en lice pour le maillot blanc (coureurs nés après le 1er janvier 1988)       |

| Movistar # MOV | Movistar # MOV            | Movistar # MOV |
| -------------- | ------------------------- | -------------- |
| Num            | Coureur                   | Pos            |
| 1              | Alejandro Valverde (ESP)  | 1er            |
| 2              | José Joaquín Rojas (ESP)  | 43e            |
| 3              | Javier Moreno (ESP)       | 11e            |
| 4              | José Iván Gutiérrez (ESP) | 85e            |
| 5              | Rubén Plaza (ESP)         | 28e            |
| 6              | Imanol Erviti (ESP)       | 96e            |
| 7              | Nairo Quintana (COL)      | 7e             |

| Blanco BLA | Blanco BLA               | Blanco BLA |
| ---------- | ------------------------ | ---------- |
| Num        | Coureur                  | Pos        |
| 11         | Juan Manuel Gárate (ESP) | 44e        |
| 12         | Jack Bobridge (AUS)      | 92e        |
| 13         | Robert Gesink (NED)      | 14e        |
| 14         | Bauke Mollema (NED)      | 3e         |
| 15         | Stef Clement (NED)       | 60e        |
| 16         | Mark Renshaw (AUS)       | 99e        |
| 17         | David Tanner (AUS)       | 58e        |

| Lotto-Belisol LTB | Lotto-Belisol LTB           | Lotto-Belisol LTB |
| ----------------- | --------------------------- | ----------------- |
| Num               | Coureur                     | Pos               |
| 21                | Jurgen Van den Broeck (BEL) | 2e                |
| 22                | Jelle Vanendert (BEL)       | 36e               |
| 23                | Bart De Clercq (BEL)        | 5e                |
| 24                | Francis De Greef (BEL)      | 37e               |
| 25                | Jurgen Van de Walle (BEL)   | 33e               |
| 26                | Tim Wellens (BEL)           | 24e               |
| 27                | Joost van Leijen (NED)      | 93e               |

| Euskaltel Euskadi EUS | Euskaltel Euskadi EUS                                            | Euskaltel Euskadi EUS |
| --------------------- | ---------------------------------------------------------------- | --------------------- |
| Num                   | Coureur                                                          | Pos                   |
| 31                    | Igor Antón (ESP)                                                 | 17e                   |
| 32                    | Mikel Nieve (ESP)                                                | 12e                   |
| 33                    | Juan José Lobato (ESP)                                           | 84e                   |
| 34                    | Ion Izagirre (ESP)                                               | 15e                   |
| 35                    | Ioánnis Tamourídis (GRE) → Champion de Grèce du contre-la-montre | 64e                   |
| 36                    | Mikel Landa (ESP)                                                | 23e                   |
| 37                    | Gorka Verdugo (ESP)                                              | 40e                   |

| Astana AST | Astana AST                                                      | Astana AST |
| ---------- | --------------------------------------------------------------- | ---------- |
| Num        | Coureur                                                         | Pos        |
| 41         | Janez Brajkovič (SLO)                                           | 26e        |
| 42         | Jakob Fuglsang (DEN) → Champion du Danemark du contre-la-montre | 6e         |
| 43         | Enrico Gasparotto (ITA)                                         | 70e        |
| 44         | Francesco Gavazzi (ITA)                                         | AB-3       |
| 45         | Simone Ponzi (ITA)                                              | 41e        |
| 46         | Kevin Seeldraeyers (BEL)                                        | 20e        |
| 47         | Fredrik Kessiakoff (SWE)                                        | 66e        |

| Argos-Shimano ARG | Argos-Shimano ARG                                                                 | Argos-Shimano ARG |
| ----------------- | --------------------------------------------------------------------------------- | ----------------- |
| Num               | Coureur                                                                           | Pos               |
| 51                | Tom Dumoulin (NED)                                                                | 48e               |
| 52                | Jonas Ahlstrand (SWE)                                                             | 108e              |
| 53                | Johannes Fröhlinger (GER)                                                         | 56e               |
| 54                | Simon Geschke (GER)                                                               | 19e               |
| 55                | Patrick Gretsch (GER)                                                             | 95e               |
| 56                | Reinardt Janse van Rensburg (RSA) → Champion d'Afrique du Sud du contre-la-montre | 51e               |
| 57                | Ji Cheng (CHN)                                                                    | 106e              |

| Garmin-Sharp GRS | Garmin-Sharp GRS                                | Garmin-Sharp GRS |
| ---------------- | ----------------------------------------------- | ---------------- |
| Num              | Coureur                                         | Pos              |
| 61               | Tyler Farrar (USA)                              | 61e              |
| 62               | Robert Hunter (RSA) → Champion d'Afrique du Sud | 67e              |
| 63               | Andreas Klier (GER)                             | 63e              |
| 64               | Martijn Maaskant (NED)                          | 101e             |
| 65               | Nick Nuyens (BEL)                               | AB-2             |
| 66               | Sébastien Rosseler (BEL)                        | 88e              |
| 67               | Johan Vansummeren (BEL)                         | 100e             |

| Vacansoleil-DCM VCD | Vacansoleil-DCM VCD      | Vacansoleil-DCM VCD |
| ------------------- | ------------------------ | ------------------- |
| Num                 | Coureur                  | Pos                 |
| 71                  | Rafael Valls (ESP)       | AB-2                |
| 72                  | Romain Feillu (FRA)      | 74e                 |
| 73                  | Mirko Selvaggi (ITA)     | 35e                 |
| 74                  | Grega Bole (SLO)         | 27e                 |
| 75                  | Pim Ligthart (NED)       | 78e                 |
| 76                  | Martijn Keizer (NED)     | 21e                 |
| 77                  | Maurits Lammertink (NED) | 72e                 |

| Topsport Vlaanderen-Baloise TSV | Topsport Vlaanderen-Baloise TSV | Topsport Vlaanderen-Baloise TSV |
| ------------------------------- | ------------------------------- | ------------------------------- |
| Num                             | Coureur                         | Pos                             |
| 81                              | Sander Armée (BEL)              | 8e                              |
| 82                              | Michael Van Staeyen (BEL)       | 86e                             |
| 83                              | Preben Van Hecke (BEL)          | 46e                             |
| 84                              | Eliot Lietaer (BEL)             | 69e                             |
| 85                              | Jarl Salomein (BEL)             | 83e                             |
| 86                              | Yves Lampaert (BEL)             | 82e                             |
| 87                              | Sander Helven (BEL)             | 104e                            |

| Cofidis COF | Cofidis COF              | Cofidis COF |
| ----------- | ------------------------ | ----------- |
| Num         | Coureur                  | Pos         |
| 91          | Jérôme Coppel (FRA)      | 30e         |
| 92          | Luis Ángel Maté (ESP)    | 18e         |
| 93          | Daniel Navarro (ESP)     | 10e         |
| 94          | Nicolas Edet (FRA)       | 32e         |
| 95          | Cyril Bessy (FRA)        | 59e         |
| 96          | Guillaume Levarlet (FRA) | 25e         |
| 97          | Tristan Valentin (FRA)   | 29e         |

| NetApp-Endura TNE | NetApp-Endura TNE                                                    | NetApp-Endura TNE |
| ----------------- | -------------------------------------------------------------------- | ----------------- |
| Num               | Coureur                                                              | Pos               |
| 101               | Iker Camaño (ESP)                                                    | 34e               |
| 102               | David de la Cruz (ESP)                                               | 39e               |
| 103               | Jan Bárta (CZE) → Champion de République tchèque du contre-la-montre | 50e               |
| 104               | Cesare Benedetti (ITA)                                               | 38e               |
| 105               | Bartosz Huzarski (POL)                                               | 47e               |
| 106               | Leopold König (CZE)                                                  | 55e               |
| 107               | Daniel Schorn (AUT)                                                  | 80e               |

| Katusha KAT | Katusha KAT            | Katusha KAT |
| ----------- | ---------------------- | ----------- |
| Num         | Coureur                | Pos         |
| 111         | Daniel Moreno (ESP)    | 22e         |
| 112         | Xavier Florencio (ESP) | 45e         |
| 113         | Maxim Belkov (RUS)     | 65e         |
| 114         | Luca Paolini (ITA)     | 79e         |
| 115         | Vladimir Gusev (RUS)   | 103e        |
| 116         | Yury Trofimov (RUS)    | 53e         |
| 117         | Simon Špilak (SLO)     | 4e          |

| Caja Rural CJR | Caja Rural CJR         | Caja Rural CJR |
| -------------- | ---------------------- | -------------- |
| Num            | Coureur                | Pos            |
| 121            | Antonio Piedra (ESP)   | 91e            |
| 122            | David Arroyo (ESP)     | AB-3           |
| 123            | Marcos García (ESP)    | 49e            |
| 124            | Francesco Lasca (ITA)  | AB-3           |
| 125            | Karol Domagalski (POL) | 57e            |
| 126            | Yelko Gómez (PAN)      | 97e            |
| 127            | Josué Moyano (ARG)     | 73e            |

| Sojasun SOJ | Sojasun SOJ              | Sojasun SOJ |
| ----------- | ------------------------ | ----------- |
| Num         | Coureur                  | Pos         |
| 131         | Jimmy Engoulvent (FRA)   | AB-3        |
| 132         | Anthony Delaplace (FRA)  | AB-1        |
| 133         | Yannick Talabardon (FRA) | 31e         |
| 134         | Jonathan Hivert (FRA)    | 13e         |
| 135         | Cyril Lemoine (FRA)      | AB-2        |
| 136         | Jean-Lou Paiani (FRA)    | 52e         |
| 137         | Maxime Méderel (FRA)     | 68e         |

| CCC Polsat Polkowice CCC | CCC Polsat Polkowice CCC  | CCC Polsat Polkowice CCC |
| ------------------------ | ------------------------- | ------------------------ |
| Num                      | Coureur                   | Pos                      |
| 141                      | Davide Rebellin (ITA)     | 9e                       |
| 142                      | Marek Rutkiewicz (POL)    | 76e                      |
| 143                      | Jacek Morajko (POL)       | 105e                     |
| 144                      | Adrian Kurek (POL)        | 102e                     |
| 145                      | Bartłomiej Matysiak (POL) | 75e                      |
| 146                      | Grzegorz Stępniak (POL)   | AB-3                     |
| 147                      | Jarosław Marycz (POL)     | 90e                      |

| Colba-Superano Ham CMD | Colba-Superano Ham CMD     | Colba-Superano Ham CMD |
| ---------------------- | -------------------------- | ---------------------- |
| Num                    | Coureur                    | Pos                    |
| 151                    | Clément Lhotellerie (FRA)  | 62e                    |
| 152                    | Sven Jodts (BEL)           | AB-1                   |
| 153                    | Niels Van Dorsselaer (BEL) | AB-1                   |
| 154                    | Victor Fobert (FRA)        | AB-1                   |
| 156                    | James Mowatt (AUS)         | AB-2                   |
| 157                    | Jurgen François (BEL)      | AB-1                   |
| 158                    | Aron Kremer (NED)          | AB-2                   |

| Accent Jobs-Wanty AJW | Accent Jobs-Wanty AJW   | Accent Jobs-Wanty AJW |
| --------------------- | ----------------------- | --------------------- |
| Num                   | Coureur                 | Pos                   |
| 161                   | Danilo Napolitano (ITA) | AB-3                  |
| 162                   | Thomas Degand (BEL)     | AB-2                  |
| 163                   | Jurgen Van Goolen (BEL) | 89e                   |
| 164                   | Andy Cappelle (BEL)     | 107e                  |
| 165                   | Steven Caethoven (BEL)  | AB-3                  |
| 166                   | Will Routley (CAN)      | 87e                   |
| 167                   | Stefan van Dijk (NED)   | 71e                   |

| Burgos BH-Castilla y León BUR | Burgos BH-Castilla y León BUR   | Burgos BH-Castilla y León BUR |
| ----------------------------- | ------------------------------- | ----------------------------- |
| Num                           | Coureur                         | Pos                           |
| 171                           | David Belda (ESP)               | 16e                           |
| 172                           | Moisés Dueñas (ESP)             | 54e                           |
| 173                           | Pablo Torres (ESP)              | 77e                           |
| 174                           | Lluís Mas (ESP)                 | 94e                           |
| 175                           | Darío Hernández (ESP)           | 81e                           |
| 176                           | Steve Bekaert (BEL)             | 42e                           |
| 177                           | Jesús Del Pino Corrochano (ESP) | 98e                           |